# Mercury Phoenix Trust
The Mercury Phoenix Trust és una organització no lucrativa que lluita contra la sida areu del món, creada el 1992.
Després de la mort del vocalista Freddie Mercury (1946-1991) del grup Queen, per complicacions de la sida a Londres el 1991, els membres restants de Queen i Jim Beach, el seu mànager, van organitzar el concert Tribut a Freddie Mercury per a recollir fons per a crear una fundació que treballaria per conscienciar el món dels problemes que envolten la sida. Amb els diners que van recaptar al concert, van llançar The Mercury Phoenix Trust, una organització que sempre és activa. El 2018, en vint-i-sis anys ja havia recollit més de setze milions d'euros per la lluita contra la sida.
Els fiduciaris són: Brian May, Jim Beach, Mary Austin (amiga i ex-parella de Freddie Mercury) i Roger Taylor.